# Wygwizdów (Gębarzów)
Wygwizdów – przysiółek wsi Gębarzów w Polsce, położony w województwie mazowieckim, w powiecie radomskim, w gminie Skaryszew. 
W latach 1975–1998 przysiółek administracyjnie należał do województwa radomskiego.
Wierni Kościoła rzymskokatolickiego należą do parafii Parafia św. Andrzeja Boboli w Bardzicach.